# Roland Götz

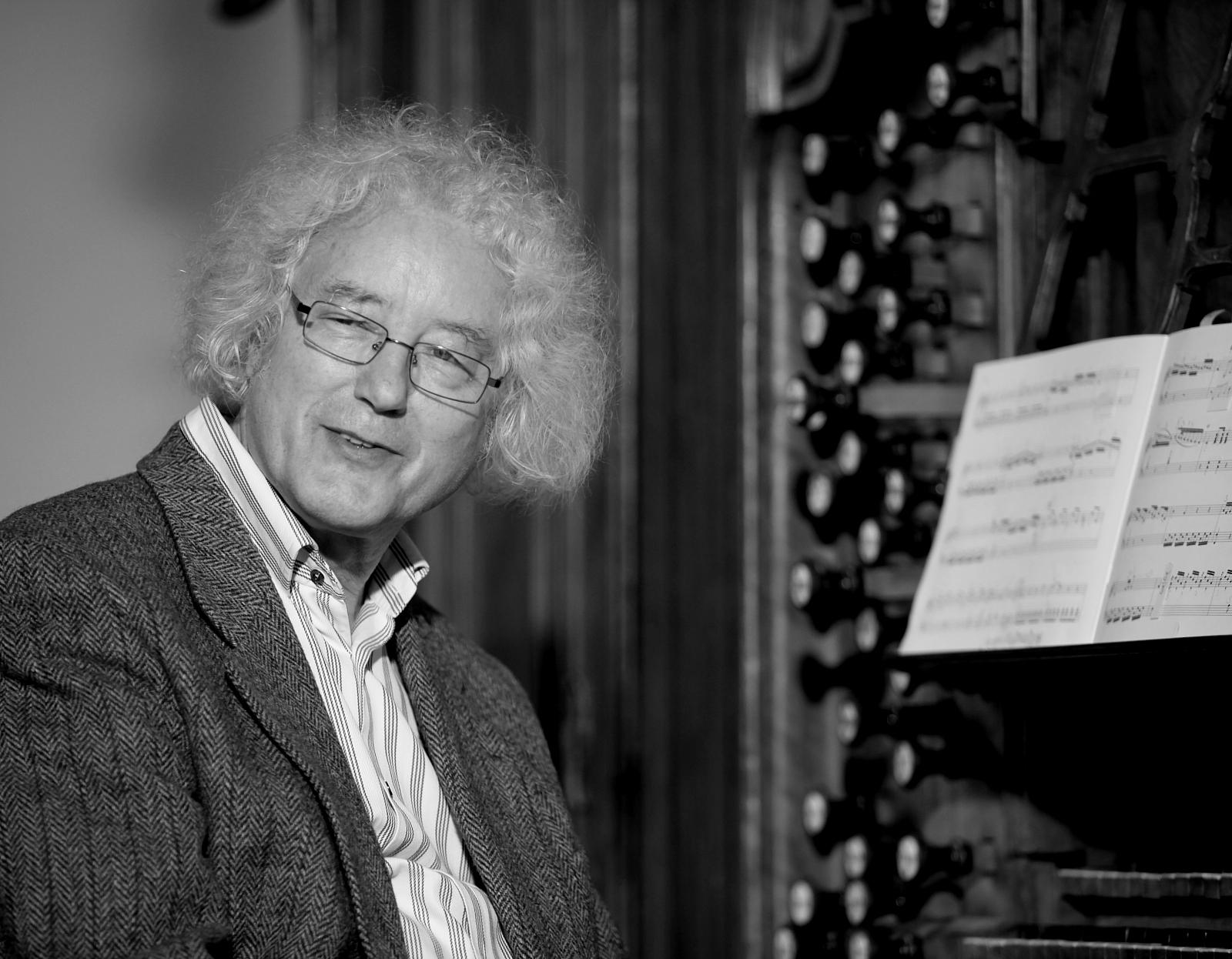
Roland Götz an der Dreifaltigkeitsorgel der Basilika Ottobeuren, 2009

Roland Götz (* 1939 in München) ist ein deutscher Organist und Cembalist aus Augsburg.

## Leben und künstlerischer Werdegang
Roland Götz hatte als Kind Klavierunterricht bei Maria Royer. Als Gymnasiast studierte er als Stipendiat des Waltershausen Seminars in München Harmonielehre und Kontrapunkt bei Alfred von Beckerath. Von 1957 bis 1962 wirkte er als Organist an verschiedenen Münchener Kirchen. Gleichzeitig war er Kapellmeisterschüler des Ersten Bayerischen Staatskapellmeisters Prof. Meinhard von Zallinger-Thurn.
1962 bis 1969 wirkte er als Kantor an der Schlosskirche der Fugger in Kirchheim in Schwaben; er installierte dort 
die Reihe „Cedernsaalkonzerte auf Schloss Kirchheim“.
1972 siedelte er nach Augsburg über und gründete das „studio XVII augsburg“. Damit realisierte er eine Reihe thematischer Konzerte (bis heute über 160 Projekte), Interpretationsseminare und ein Schallplattenlabel, das mehrfach ausgezeichnet wurde.
Als Spezialist für Tastenmusik von der Gotik bis in die galante Zeit gab und gibt er viele Konzerte im In- und Ausland, so etwa bei den Berliner Festwochen, den Landshuter Hofmusiktagen, den Tagen Alter Musik in Herne, den Antwerpse Muziekdagen, dem Festival Antichi Organi der Provinz Varese, dem Festival d'Orgue d'Aubenas en Ardeche, bei „Organo e cimbalo“ in Lichtenhagen und dem Lahden Kansainvälinen Urkuviikko in Finnland, dem Festival „Organistico Città di Treviso“, dem DIPOT 2000 in Prag, dem Concentus Moraviae, dem Kultursommer Rheinland-Pfalz und dem Orgelfestival Berlin/Brandenburg; Götz wurde auch in Japan gefeiert.
Roland Götz pflegt (in Konzerten und Einspielungen) intensiven Umgang mit historischen Orgeln. Er arbeitet (auch als Co-Produzent) viel mit Rundfunkanstalten zusammen, und immer wieder wurden Konzerte von ihm übertragen. Im Rahmen der Mozartfeste zu Augsburg ist Götz immer wieder mit Projekten seines „studio XVII augsburg“ vertreten.

## Repertoire
Götz spielt Orgel- und Cembalomusik aus vielen spanischen, englischen und italienischen Bereichen, dazu französische Clavecin-Literatur. Deutsches spielt er aus Gotik, Renaissance, Barock und galanter Zeit – abseits gängiger Konzertroutine.